# Sven Authorsen
Sven Authorsen (* 5. Juni 1967 in Gütersloh, Nordrhein-Westfalen) ist ein ehemaliger deutscher Eiskunstläufer.

## Leben
Sven Authorsen begann mit zehn Jahren mit dem Eiskunstlaufen. Er war zusammen mit seiner Eistanzpartnerin Saskia Stähler zweifacher Deutscher Meister im Eistanzen. Er startete für den ERV Essen. Trainer des Paares waren Christina Henke-Mades und Udo Dönsdorf. Mit 28 Jahren beendete Sven Authorsen seine Amateurkarriere.
Sven Authorsen studierte Medizin. Er ist Facharzt für Orthopädie und Unfallchirurgie in Heiligenhaus und lebt mit seiner Familie in Ratingen-Hösel. Er ist Vater von Zwillingen. Seit 2004 steht er der Deutschen Eislauf-Union als Verbandsarzt zur Verfügung. In dieser Funktion betreut er seitdem die Nationalmannschaft der Eiskunstläufer bei Europa- und Weltmeisterschaften sowie bei den Olympiaden 2010 in Vancouver sowie 2018 in PyeongChang.
Sven Authorsen hat auch eine B-Trainerlizenz für Eiskunstlauf und Eistanz.
Von Oktober bis Dezember 2006 war er Fachkommentator bei RTL in der Sendung Dancing on Ice.

## Erfolge/Ergebnisse

### Weltmeisterschaften
- 1991 – 19. Rang – München (mit Saskia Stähler)

### Europameisterschaften
- 1990 – 16. Rang – Leningrad (mit Saskia Stähler)
- 1991 – 13. Rang – Sofia (mit Saskia Stähler)
- 1994 – 19. Rang – Kopenhagen (mit Yvonne Schulz)

### Deutsche Meisterschaften Eistanz
- 1989 – 4. Rang (mit Saskia Stähler)
- 1990 – 1. Rang (mit Saskia Stähler)
- 1991 – 1. Rang (mit Saskia Stähler)
- 1993 – 3. Rang (mit Yvonne Schulz)
- 1994 – 2. Rang (mit Yvonne Schulz)
- 1995 – 3. Rang (mit Yvonne Schulz)

| Personendaten    | Personendaten            |
| ---------------- | ------------------------ |
| NAME             | Authorsen, Sven          |
| KURZBESCHREIBUNG | deutscher Eiskunstläufer |
| GEBURTSDATUM     | 5. Juni 1967             |
| GEBURTSORT       | Gütersloh                |